# Николай Ватутин
Николай Фьодорович Ватутин (на руски: Никола́й Фёдорович Вату́тин) (16 декември 1901 – 14 април 1944 г.) е съветски генерал от Втората световна война, герой на Съветския съюз.

## Преди Втората световна война
Ватутин е роден в село Чепухино, близо до Валуйки (Белгородска област), в селско семейство. Завършва местното, а после и двукласното земско училище във Валуйки с отличия и получава право на стипендия за търговско училище. Но когато на четвъртата година парите престават да му се изплащат, на Ватутин се налага да се завърне на село.
Записва се в Червената армия през 1920 г. и воюва срещу украинските партизани на Нестор Махно, в района на Луганск и Старобелск, а после е приет в Полтавската пехотна школа, която завършва с отличие през 1922 г. На същата година влиза в комунистическата партия (тогава (РКП(б)). През 1924 г. продължава образованието си в Киевската висша обединена военна школа. От 1926 до 1929 г. учи в Военната академия „Фрунзе“, където му е дадена следната атестация: „енергичен, настойчив човек с голяма инициатива и схватлив ум. Всички поръчения по провеждането на занятия с група на висшия команден състав и учения с войските изпълнява образцово. По време на игрите и ученията се проявява като отличен щабен командир.“. Две години служи като началник-щаб, след което отново посещава академията „Фрунзе“. По-късно започва курсовете в Генералщабната академия на РККА (Червената армия). Заради чистките на Сталин от 1937 – 1938 г., Ватутин не успява да завърши академичните курсове и е изпратен в Киевския военен окръг, с ранг на командир на дивизия (на руски: комдив), където скоро е повишен в началник-щаб на окръга с ранг на командир на корпус (на руски: комкор).
През 1939 г. Ватутин планира операциите при нахлуването в Полша и служи като началник-щаб на съветската южна група войски. На следващата година, под командването на Георгий Жуков, групата навлиза в Бесарабия, при отнемането ѝ от Румъния. Като награда за тези безкръвни кампании, Сталин повишава Ватутин в звание генерал-лейтенант и го назначава на поста началник на оперативния отдел на Генералния щаб.
На 30 юни 1941 г., няколко дни след нападението на Германия над СССР, Ватутин е назначен за началник-щаб на Северозападния фронт. Фронтът има за задача да защитава ленинградското направление от немската група армии „Север“, оглавявана от корпусите на Ерих фон Манщайн. Ватутин поема командването на оперативната група съветски войски край Новгород и я подготвя за офанзива, в опит да обгради големи немски части. Той успява да изненада Манщайн, заставяйки го да се отбранява, и принуждава цялата група армии „Север“ да се прегрупира, за да удържи съветското настъпление. Вермахтът губи ценно време, нужно за ефективната атака на Ленинград, докато Червената армия успява да усили укрепленията на града. Благодарение на това, немците се провалят в опита си да овладеят Ленинград – един от стратегическите им провали на ранния етап от войната.
През януари 1942 г., по време на съветската офанзива, последвала победата на руснаците край Москва, войските на Ватутин хващат в капан два немски корпуса край Демянск – това е първото голямо обкръжение на германски части от началото на войната. По време на битката, Ватутин използва нови тактики и действия. Той не успява да унищожи немската отбрана, основно заради слабостта на съветските въздушни сили. През април руснаците най-после успяват да пробият линиите на отбраната, едновременно с пристигането на немските сили, изпратени да освободят обкръжените. След края на войната, американски експерти определят резултата от тази операция като равен. Немското командване извлича погрешни поуки, заключавайки, че може да се устои на съветско обкръжение чрез доставки по въздуха, до провеждането на деблокираща операция. По-късно този начин на мислене води до катастрофата на Вермахта в битката при Сталинград.

## Воронеж и Сталинград
От началото на май до юли 1942 г., Ватутин служи за кратко време като заместник-началник в Генералния щаб на Червената армия, до започването на лятната немска офанзива на немската група армии „Юг“ – операция „Блау“. Първоначално, немските атаки са насочени към Воронеж. На 1 юли Сталин изпраща Ватутин като главнокомандващ и представител на Ставката на критичния Брянски фронт (след няколко дни прекръстен на Воронежки).
Въпреки че немците превземат града, опитът им да пробият фронта на Ватутин е неуспешен. Първоначалният план е променен и усилията на немската армия са насочени към Сталинград. На 22 октомври 1942 г., Ватутин поема командването на новосформирания Югозападен фронт и играе важна роля в планирането на съветската контраатака и последвалото обкръжаване на немската 6-а армия в битката при Сталинград. През декември, за да подсигурят обръча около немците, частите на Ватутин окръжават и унищожават близо 2/3 от 130-хилядната 8-а италианска армия в операция „Малък Сатурн“. Това спомага за неуспеха на немската операция „Зимна буря“ – опита на Манщайн да освободи блокираната 6-а армия.

## Харков и Курск
През януари 1943 г., частите на Ватутин неумолимо изтласкват германците в Източна Украйна. Това помага на Воронежкия фронт (вече под командването на Филип Голиков) да освободи Харков, но Голиков надценява изтощените си войски и недооценява стратегическата ситуация. През февруари Манщайн събира големи сили на Вермахта и успява да изненада и разбие войските на Ватутин, южно от Харков. Това води до обкръжението на твърде напредналите части на Голиков и превземането на Харков отново. Ставката освобождава Голиков от командването, но приема поражението на Ватутин за несъществено. За проявена смелост, Сталин го награждава, като го повишава в ранг армейски генерал.
На 28 март 1943 г., Ватутин отново поема командването на Воронежкия фронт, подготвящ се за битката при Курск. Тук генералът отхвърля традиционното ешелониране на армиите; неговият нов начин на разполагане на частите му позволява не само успешно да отблъсне технически превъзхождащата германска армия, но и бързо да премине от отбрана към нападение. След победата при Курск, Ватутин отново изненадва Манщайн, който смята, че Червената армия е твърде слаба, за да продължи настъплението, и овладява Белгород.

## Победи в Украйна
На 6 ноември 1943 г., войските на Ватутин освобождават Киев. Той незабавно използва победата, развивайки настъплението дълбоко в немската отбрана. Генералът събира ударна група на друг участък на фронта и на 25 декември започва провеждането на мащабна атака, който изтласква германците на запад.
Неговата офанзива създава Корсунската дъга на фронтовата линия, в която са обхванати голям брой немски войски. През януари 1944 г., Ватутин, съвместно с 2-ри Украински фронт на Иван Конев, провежда обкръжаването им в Корсун-Шевченковската операция. Макар че Ватутин започва само два дни след Конев, неговата новосформирана ударна формация, 6-а танкова армия, използва елемента на изненадата, като Ватутин я хвърля в боя от предната линия. Това позволява на танковите части да проникнат дълбоко в отбраната на германците и на 3 февруари те се свързват с предните части на фронта на Конев, обкръжавайки 56 000 немски войници. До 17 февруари, групировката на германците е елиминирана.

## Смърт
На 28 февруари 1944 г., Ватутин, прегрупирайки войските си за нова операция, попада в засада на Украинската въстаническа армия, дълбоко зад фронтовата линия. Той умира в болница от раните си, 6 седмици по-късно. Неговите братя, Афанасий и Семьон, също загиват във войната, съответно през февруари и март 1944 г. За два месеца, майката – Вера Ефимовна, погребва и тримата си сина. Николай Фьодорович е почетен с държавно погребение в Киев. Наследен е на поста си от Георгий Жуков.
В Киев е издигнат паметник на генерал Николай Ватутин – дело на Евгений Вучетич. Монументът е отстранен през февруари 2023 г.

## Наследство
Влиянието на Ватутин върху стратегическото планиране и оперативните техники на Червената армия продължава да оказва влияние дори и след неговата смърт. След края на Студената война, в разсекретените анализи на западни военни експерти, Ватутин е посочен като един от най-способните командири по време на Втората световна война.